# Arsène Wenger
Arsène Wenger, OBE, född 22 oktober 1949 i Strasbourg, är en fransk fotbollstränare som var tränare för den engelska fotbollsklubben Arsenal FC mellan 1996 och 2018.

## Biografi
Arsene Wenger är uppväxt i Duttlenheim utanför Strasbourg där hans föräldrar drev en bistro. Hans far, som hade stridit i andra världskriget, var tränare för det lokala fotbollslaget och introducerade sonen till sporten. Wengers spelarkarriär är relativt anonym. Han började spela amatörfotboll som försvarare eller libero för olika mindre franska klubbar, samtidigt som han studerade på Strasbourgs universitet där han tog ekonomikandidatexamen 1974. Wenger blev proffs 1978, då han skrev på för RC Strasbourg och gjorde sin debut mot Monaco.
1996 blev han tränare för det engelska laget Arsenal FC. Arsène Wenger köpte många billiga spelare som han sedan utvecklade till världsstjärnor. Några exempel på dessa är Patrick Vieira, Thierry Henry, Francesc Fabregas, Bacary Sagna, Dennis Bergkamp och Fredrik Ljungberg. Arsène Wenger anses vara en av världens bästa fotbollstränare men hade en åtta år lång titeltorka bakom sig som avslutades genom att Arsenal vann FA-cupen mot Hull City den 17 maj 2014. Wenger talar sex olika språk: franska, tyska, engelska, italienska, spanska och japanska.

## Familj
Arsène är yngsta son till Alphonse och Louise Wenger. Han har en syster och en bror.

## Meriter
AS Monaco
- Franska cupen 1991
- Ligue 1 1988

Nagoya Grampus Eight
- J-League Cup 1996
- Kejsarens cup 1995

Arsenal
- FA Premier League 1998, 2002, 2004
- FA-cupen 1998, 2002, 2003, 2005, 2014, 2015, 2017

Individuellt
- Årets tränare i Frankrike 1988
- Årets tränare i Japan 1995
- Årets tränare i England 1998, 2002, 2004
- Riddare av Hederslegionen [2] 2016